# Saint-Denis-de-Méré
Saint-Denis-de-Méré ist eine französische Gemeinde mit 760 Einwohnern (Stand 1. Januar 2022) im Département Calvados in der Region Normandie. Sie gehört zum Arrondissement Vire und zum Kanton Condé-en-Normandie.
Saint-Denis-de-Méré grenzt an folgende Gemeinden:
|                    | Clécy                                       | Pont-d’Ouilly |
| Condé-en-Normandie | Kompassrose, die auf Nachbargemeinden zeigt | Cahan         |
|                    | Saint-Pierre-du-Regard                      | Berjou        |

## Bevölkerungsentwicklung
| Jahr                       | 1962 | 1968 | 1975 | 1982 | 1990 | 1999 | 2006 | 2016 |
| Einwohner                  | 656  | 759  | 820  | 925  | 835  | 798  | 835  | 837  |
| Quellen: Cassini und INSEE |      |      |      |      |      |      |      |      |

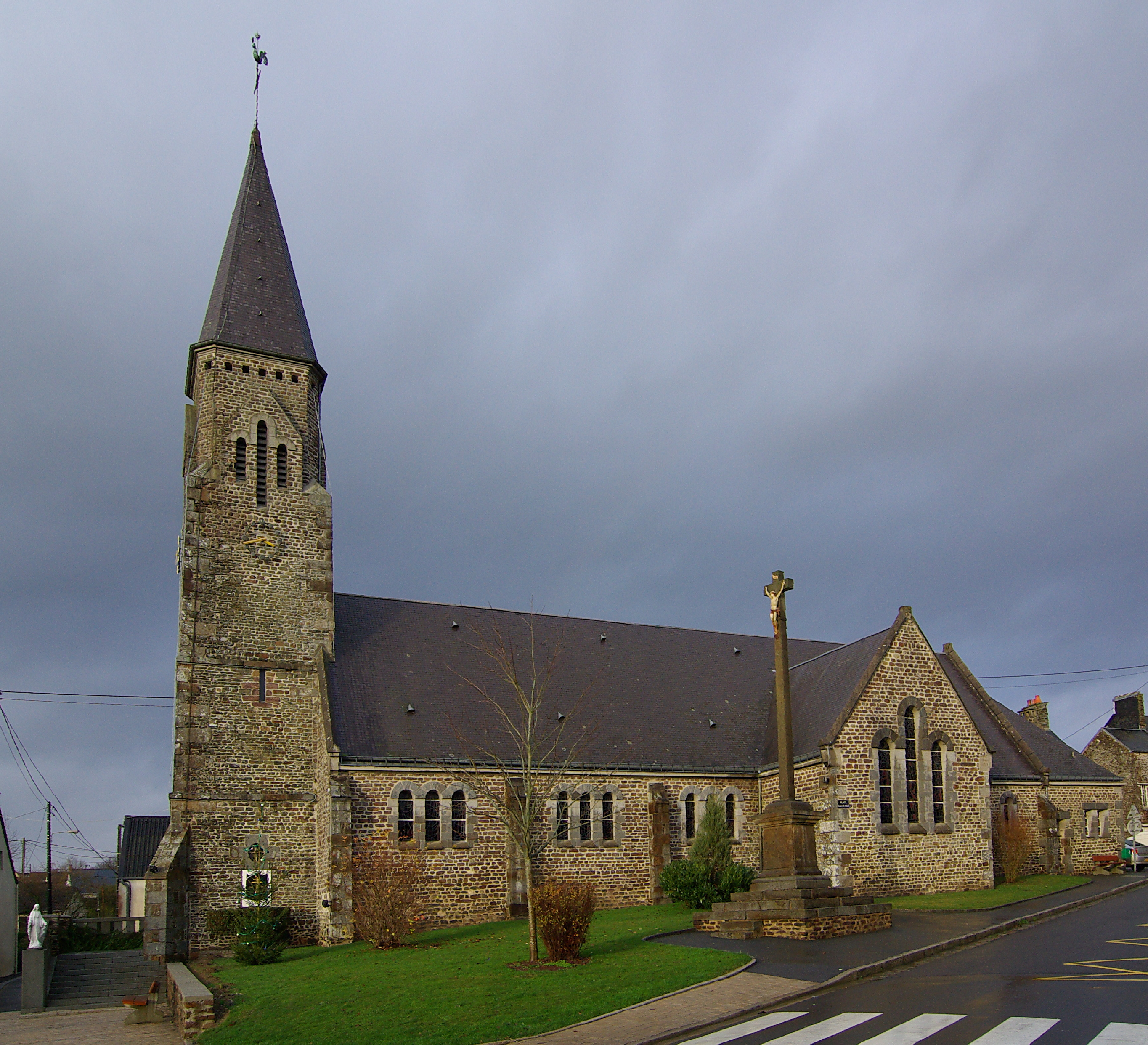
Kirche Saint-Denis
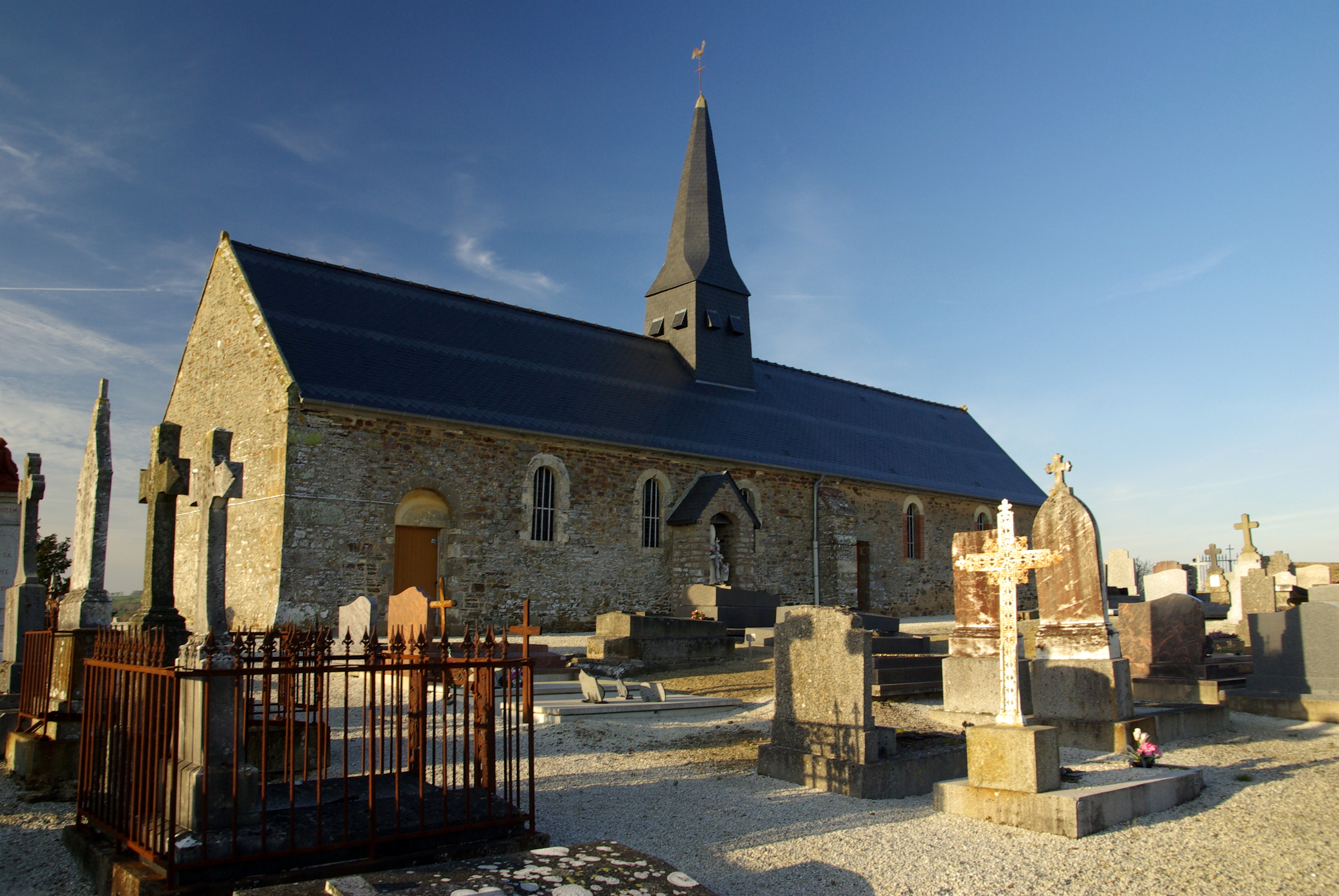
Kapelle Saint-Martin-des-Champs
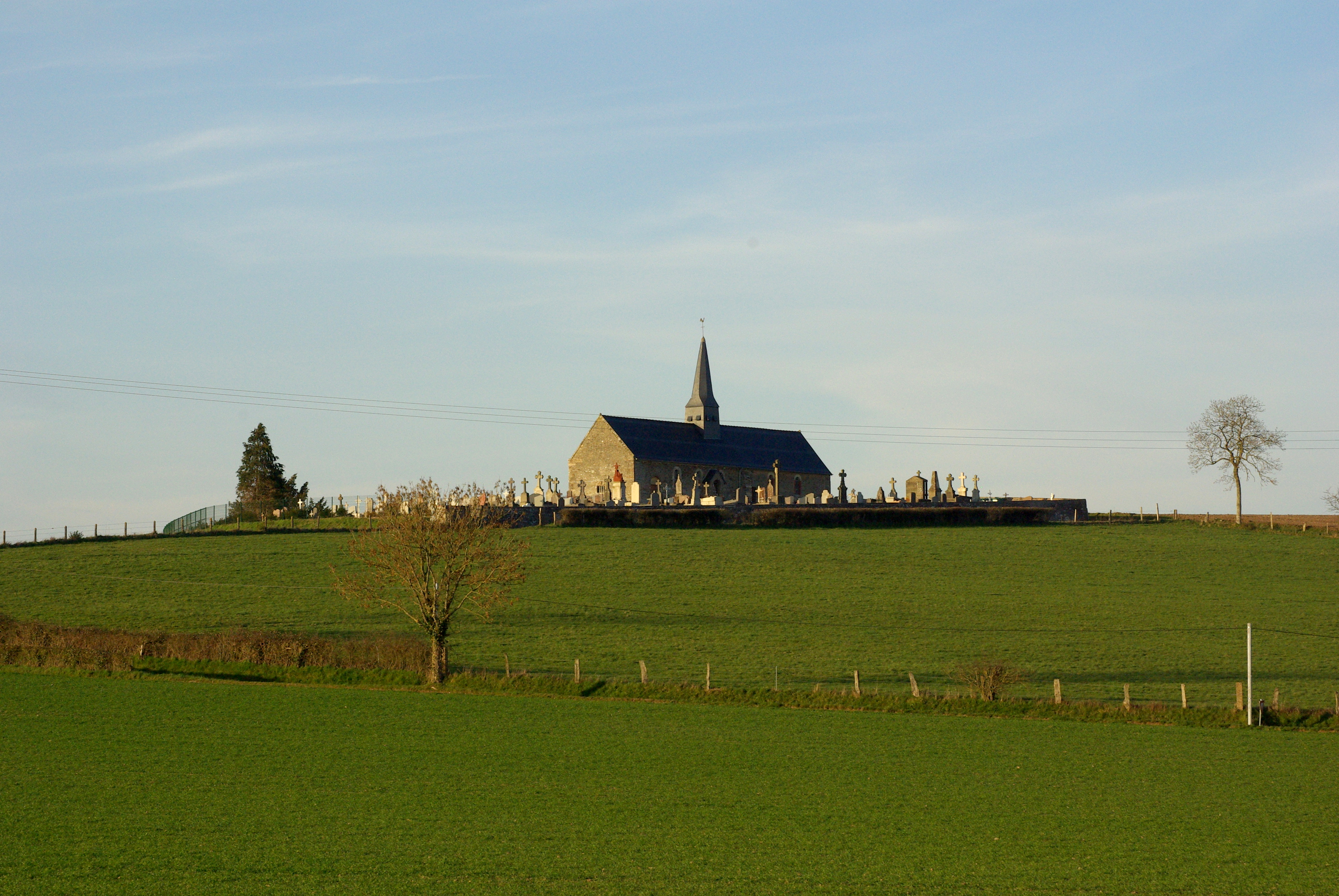
Kapelle aus einer anderen Perspektive